# 롬니츠키봉
롬니츠키봉 (슬로바키아어: Lomnický štít, 폴란드어: Łomnica, 독일어: Lomnitzer Spitze, 영어: Lomnica Peak or Lomnický Peak, 헝가리어: Lomnici-csúcs)은 슬로바키아 타트리산맥에 위치한 산으로 높이는 2,634m이다.